# Капићи
Капићи је насељено место у Босни и Херцеговини у граду Цазину. Административно припада Федерацији Босне и Херцеговине, односно њеном Унско-санском кантону. Према попису становништва из 2013. у насељу је било 761 становника, а већинску популацију чинили су Бошњаци.

## Становништво
По последњем службеном попису становништва из 2013. године у овом насељу живело је 761 становника, а село је било етнички хомогено са већинском бошњачком популацијом.
| Националност | 2013. | 1991.        | 1981.        | 1971.        |
| Бошњаци      | —     | 642 (99,84%) | 616 (99,68%) | 587 (99,66%) |
| Срби         | —     | 1 (0,16%)    | 1 (0,16%)    | 0            |
| Југословени  | —     | 0            | 1 (0,16%)    | 0            |
| остали       | —     | 0            | 0            | 2 (0,34%)    |
| Укупно       | 761   | 643          | 618          | 589          |